# 斯卡倫山
69°39′S 39°25′E / 69.650°S 39.417°E
斯卡倫山是南極洲的山峰，位於毛德皇后地，處於斯卡萊維卡灣和斯卡倫冰川之間，該山峰根據挪威探險隊拍攝的空中照片被繪入地圖。